# Central European Gas Hub
Die Central European Gas Hub AG (CEGH) mit Sitz in Wien ist Betreiberin einer Erdgas-Handelsplattform in Österreich.

## Gashandelsplattform
Die von der CEGH betriebene Gas-Handelsplattform ist als Virtueller Handelspunkt eingerichtet und dient europäischen Gashandelsfirmen zum Kauf und Verkauf von Erdgas. An ihr erfolgen alle Eigentumsübergänge von Erdgas im sogenannten „Marktgebiet Ost“. Das an dieser Handelsplattform jährlich gehandelte Volumen an Erdgas entspricht etwa der 5-fachen Menge des gesamten jährlichen Gasverbrauchs in Österreich.

### OTC-Markt
Am OTC-Markt („Over-The-Counter“) wird der Gashandel bilateral zwischen Verkäufer und Käufer vereinbart und die gehandelten Mengen von den Vertragspartnern im CEGH OTC Trading System (CEGH Multi Trading System) zur Abwicklung nominiert. CEGH überwacht die Abwicklungen, stellt in Zusammenarbeit mit den Netzbetreibern die tatsächliche physische Verfügbarkeit der Gasmengen sicher und stellt die Handelsprotokolle für die Vertragspartner aus.

### Gas Exchange der Wiener Börse
Im Jahr 2009 startete der Börsenhandel am Spotmarkt (auch „Kassamarkt“ genannt) der CEGH Gas Exchange der Wiener Börse. Als Handelssystem wird seit Sommer 2012 das für den börslichen Gashandel Trayport Global Vision ETS (Exchange Trading System) eingesetzt. Das Clearing und das Settlement wird von der European Commodity Clearing AG (ECC) übernommen. Die physische Abwicklung (Lieferung) läuft über Nominierungs- und Mengenabgleichmechanismen des CEGH.
Im Dezember 2013 führte CEGH gemeinsam mit PXE (Power Exchange Central Europe) den CEGH Czech Gas Futures Markt (Terminmarkt) ein. Hier können Gas Futures in Tschechien mit Lieferpunkt am tschechischen Virtuellen Handelspunkt gehandelt werden. Im Mai 2015 wurde zusätzlich der Gas Exchange Spot Market in Tschechien in Betrieb genommen.

## Geschichte
Der CEGH wurde im Zuge der Liberalisierung des Gasmarktes als 100-%-Tochter der OMV Gas & Power GmbH gegründet. Mit der Abwicklung des ersten Gas Release Programs (GRP) nahm er 2005 seine operative Tätigkeit für den Over-The-Counter-Handel auf.
2009 wurde die CEGH Gas Exchange eröffnet: im Dezember 2009 startete der Spot Market der CEGH Gas Exchange der Wiener Börse, im Dezember 2010 der Futures Market. Nach dem Start der Kooperation mit der Wiener Börse zum gemeinsamen Betrieb der CEGH Gas Exchange erwarb die Wiener Börse AG im Juni 2010 20 % am CEGH. Im September 2012 beteiligte sich der slowakische Gasnetzbetreiber eustream a.s. mit 15 % am CEGH. Die derzeitige Eigentümerstruktur lautet somit: OMV Gas & Power (65 %), Wiener Börse (20 %) und eustream (15 %).
Mit Einführung des neuen Gasmarktmodells in Österreich Anfang 2013 wurde vom vormals flansch-basierten Handel auf den Handel am Virtuellen Handelspunkt (VHP) umgestellt. CEGH wurde als Betreiber des VHP nominiert und nimmt diese Rolle seit 1. Januar 2013 wahr. Alle Eigentumsübergänge von Erdgas in Österreich werden seitdem an einem zentralen Punkt konzentriert und rund um die Uhr abgewickelt.